# Agriocnemis pygmaea
Agriocnemis pygmaea là một loài chuồn chuồn kim trong họ Coenagrionidae.
Loài này được xếp vào nhóm Loài ít quan tâm trong sách Đỏ của IUCN năm 2010.
Agriocnemis pygmaea được mô tả năm 1842 bởi Rambur.
Loài này phân bố khắp châu Á và một số khu vực ở Australia.
Chúng sinh sản trong đầm lầy và ao hồ. Chúng được tìm thấy trong nhiều môi trường sống nhân tạo và tự nhiên khác nhau.

## Hình ảnh

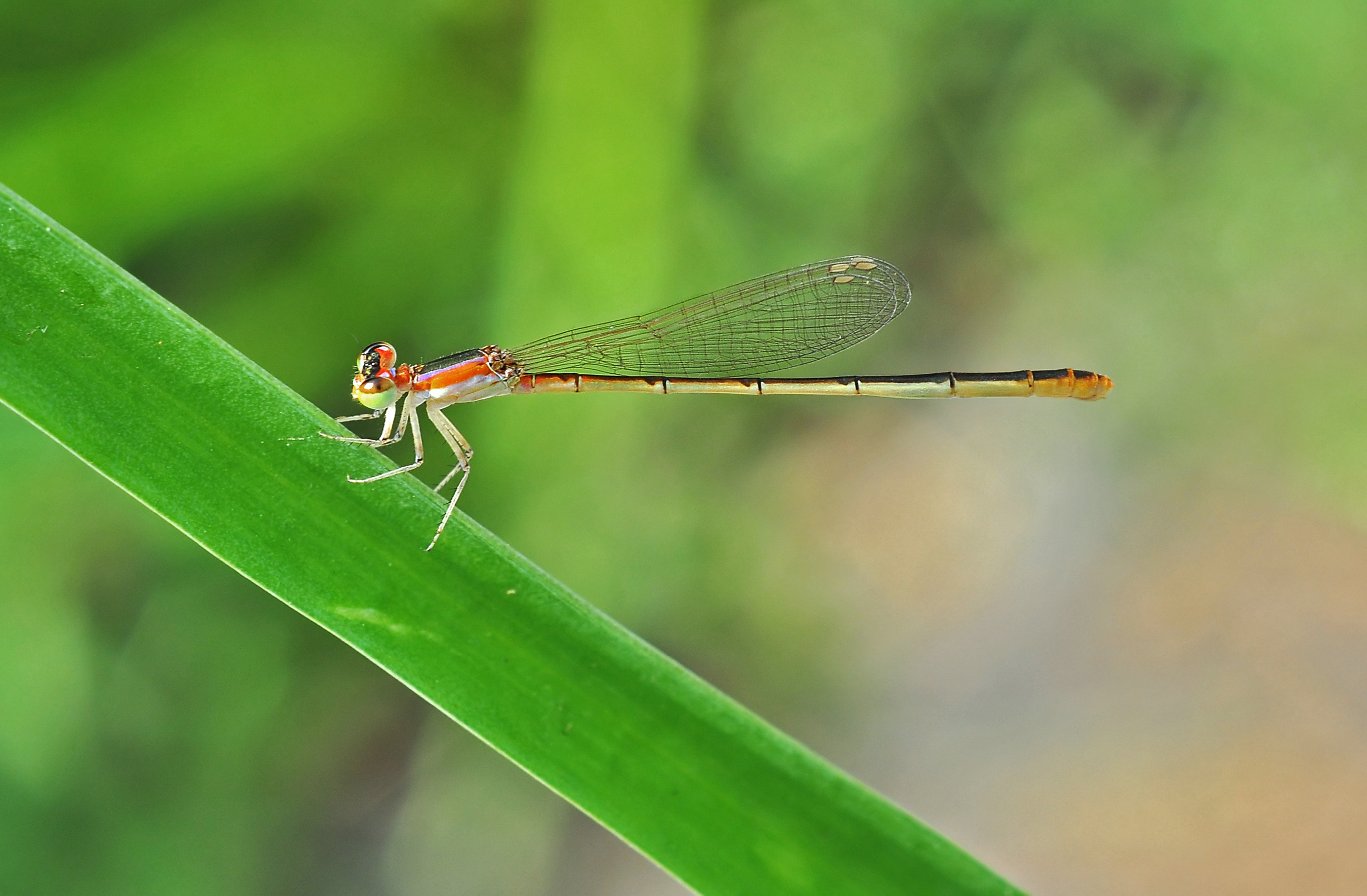
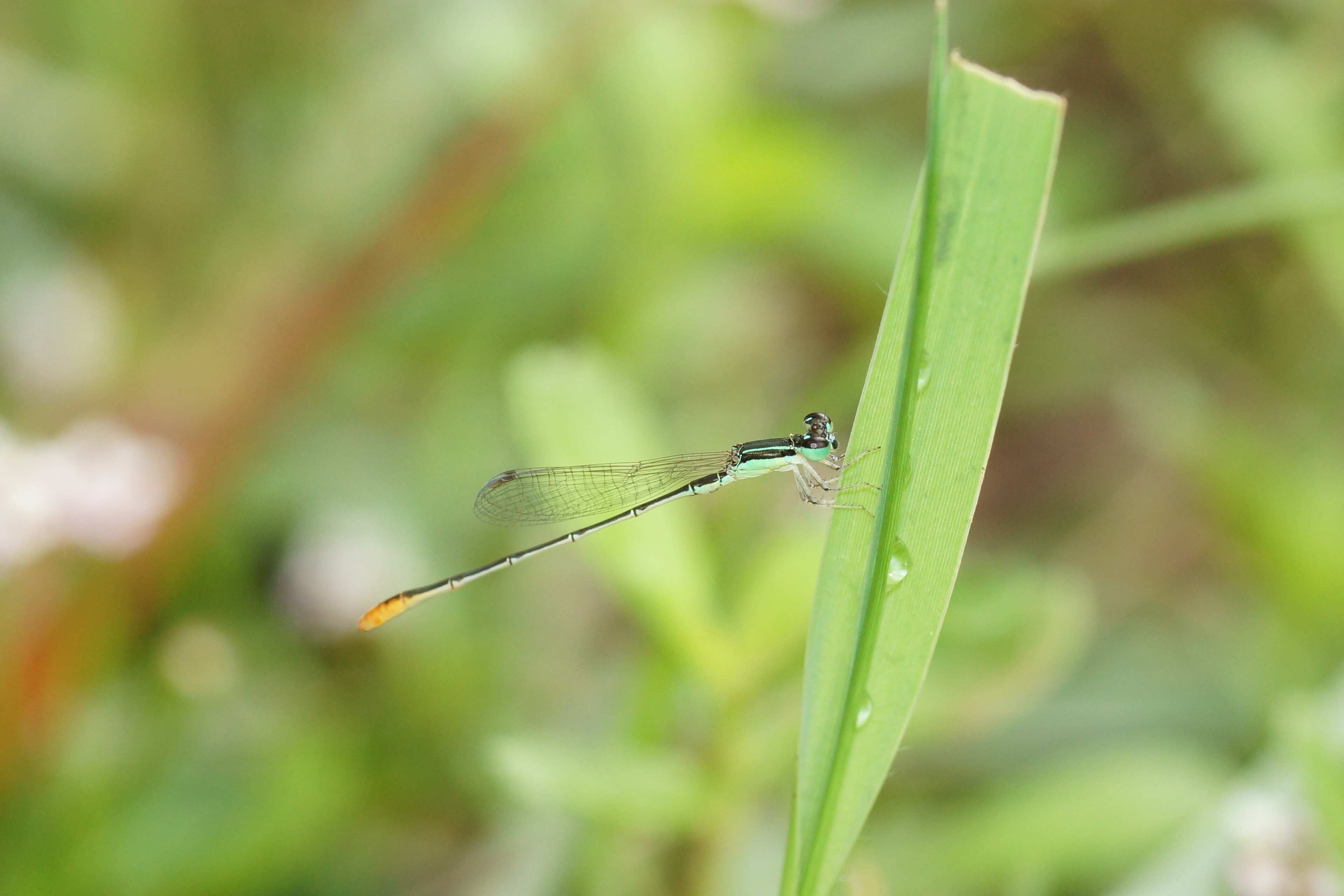
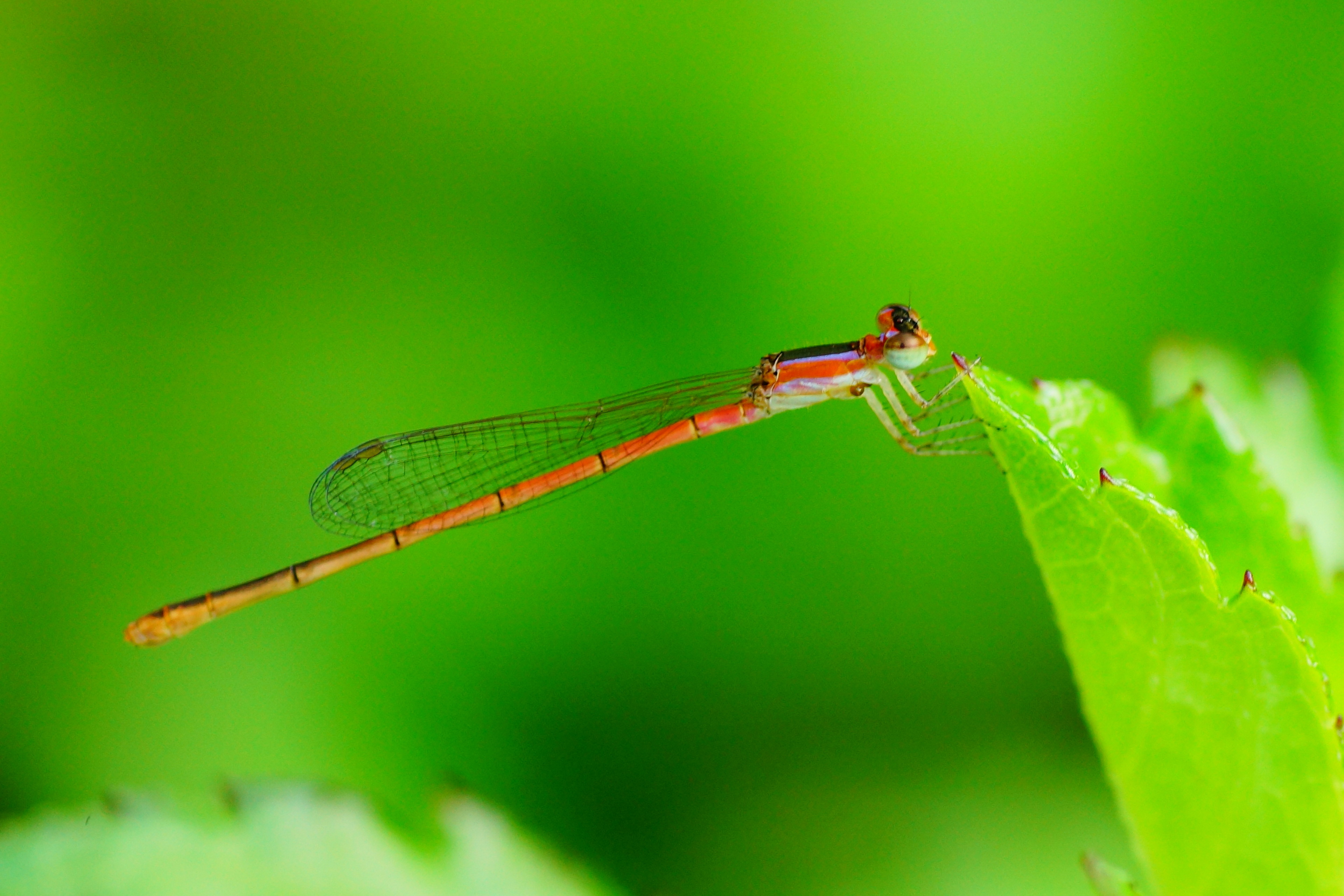
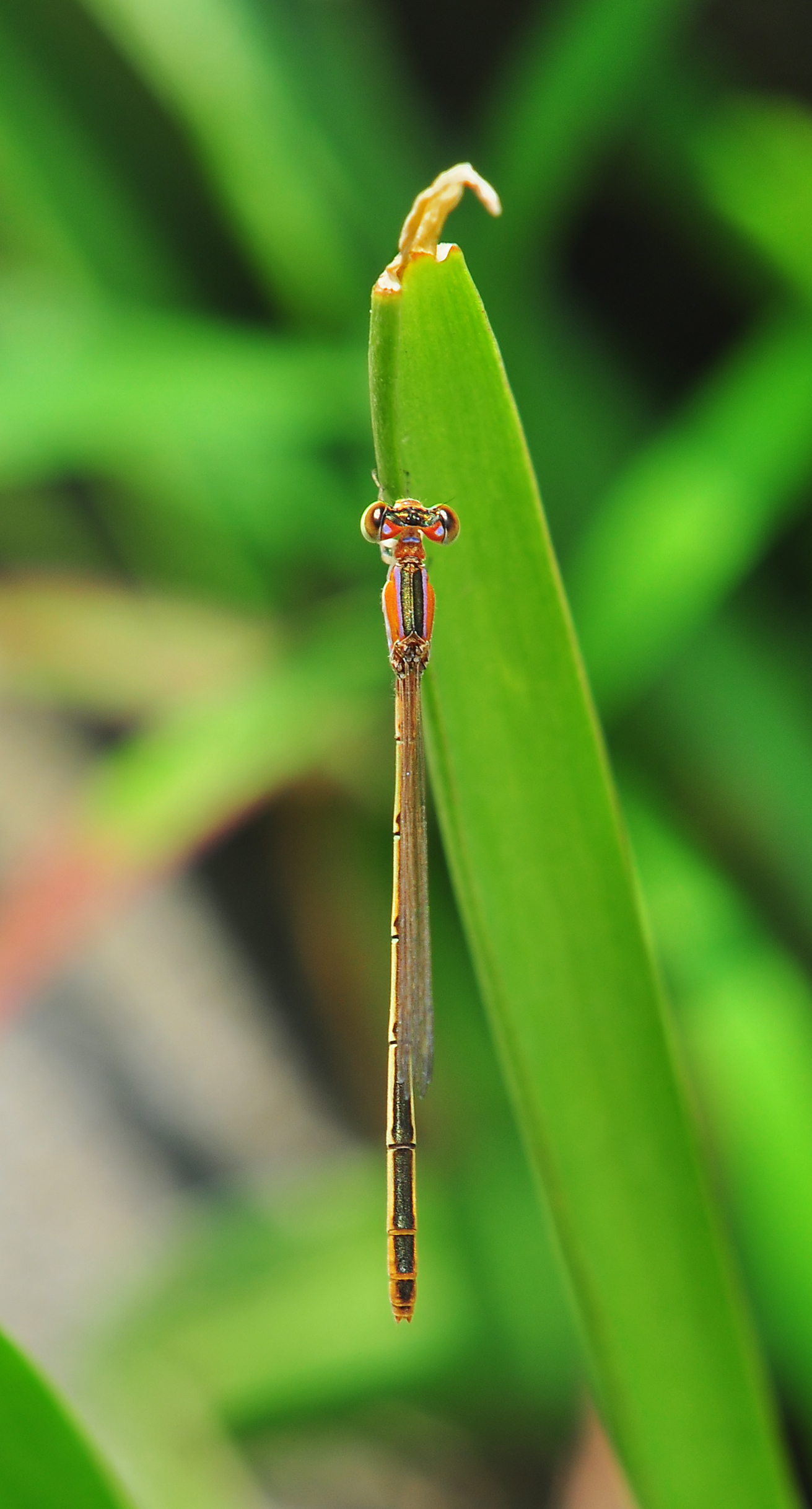